# Mercedes-Benz L 315
 (août 2023).
Si vous disposez d'ouvrages ou d'articles de référence ou si vous connaissez des sites web de qualité traitant du thème abordé ici, merci de compléter l'article en donnant les références utiles à sa vérifiabilité et en les liant à la section « Notes et références ».
Le Mercedes-Benz L 315 est un camion lourd fabriqué par Daimler-Benz AG, qui a été construit à l'usine Mercedes-Benz de Gaggenau de 1950 à 1958 et initialement commercialisé sous le nom de L 6600 de 1950 à 1955. Les véhicules étaient des camions à plateau, à benne ou des semi-remorques à propulsion arrière. À partir de 1953, ils étaient également disponibles avec transmission intégrale. De 1955 à 1957, une variante à cabine sur moteur, exclusivement à propulsion arrière, complète la gamme de modèles. À partir de 1956, le LG 315/46 militaire, commandé par la Bundeswehr de 1958 à 1964, a été spécifiquement testé pour la Bundeswehr. 13 735 camions à capot et 2 480 camions à cabine sur moteur de type L 315 ont été construits.

## Variantes du modèle
- L 315 : modèle de base, plateau, traction arrière (1950-1958)
- LK 315 : benne, traction arrière (1950-1958)
- LA 315 : plateau, transmission intégrale (1953-1958)
- LAK 315 : benne, transmission intégrale (1953-1958)
- LP 315 : cabine sur moteur, traction arrière (1955-1957)
- LS 315 : tracteur, traction arrière (1950-1958)
- LAS 315 : tracteur, transmission intégrale (1953-1958)
- LG 315 : plateau ou carrosserie spéciale, transmission intégrale (1953-1964)

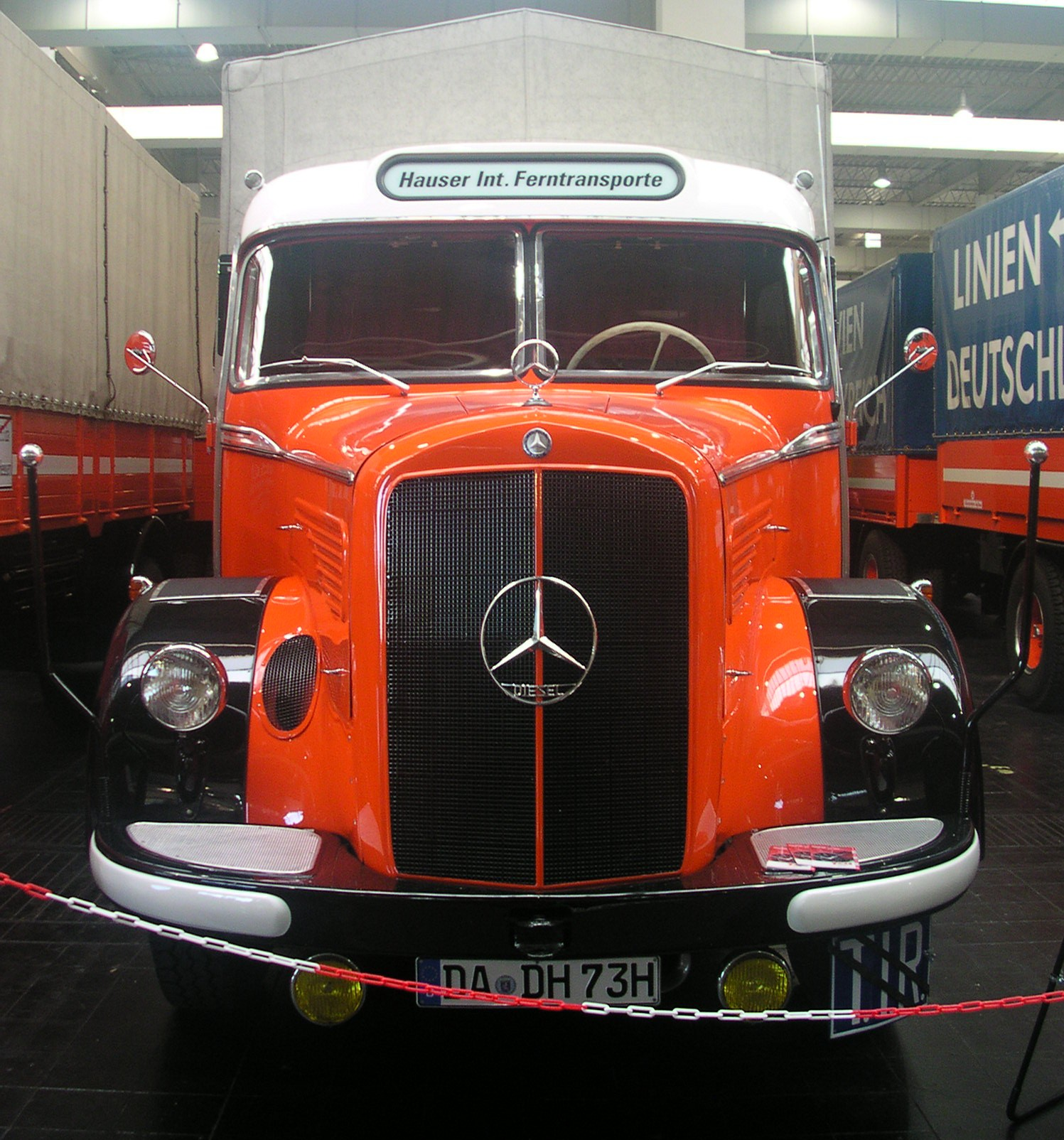
L 315 avec bâche
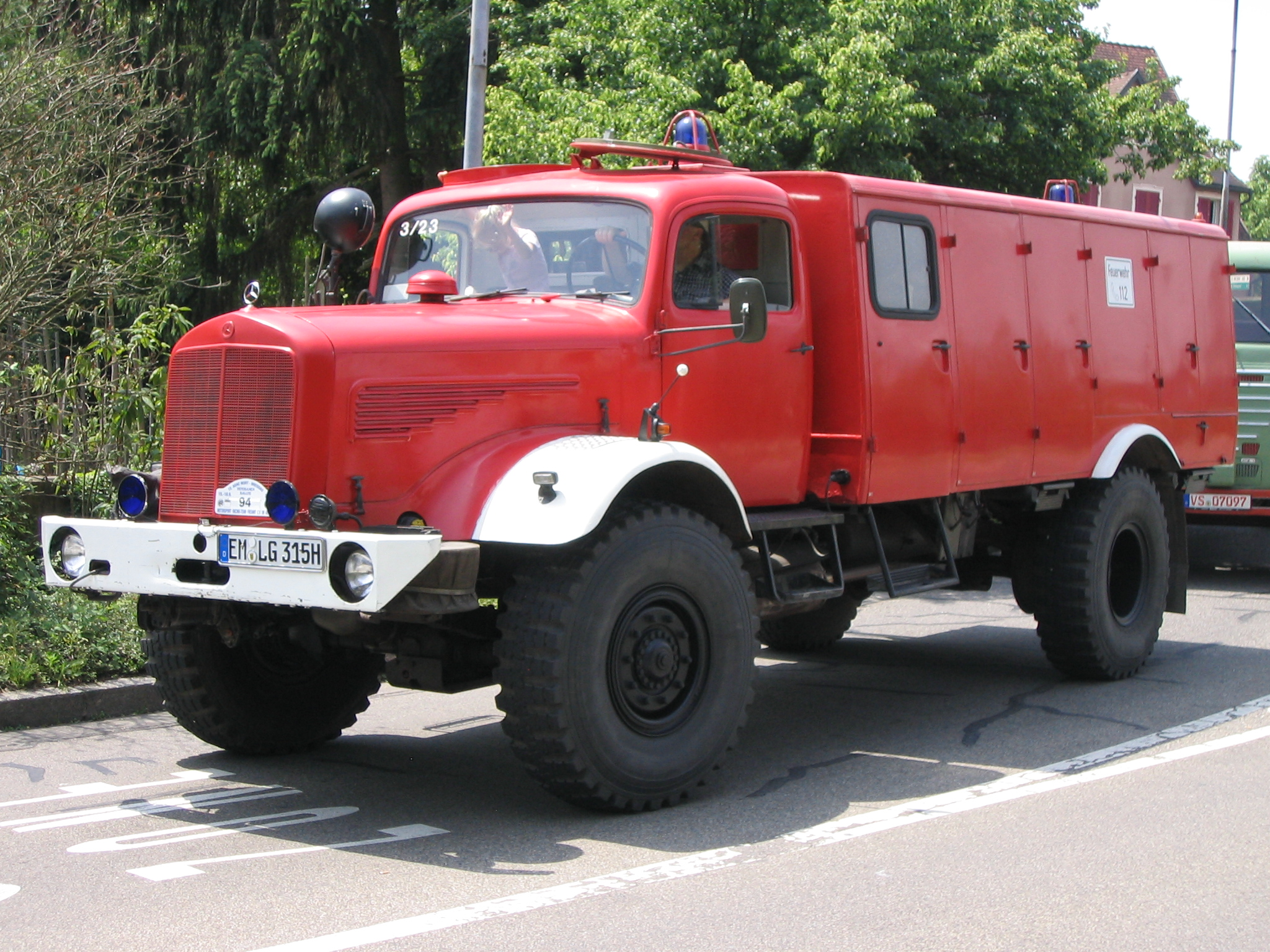
LG 315 avec cabine tout en acier et carrosserie spéciale (pompiers)
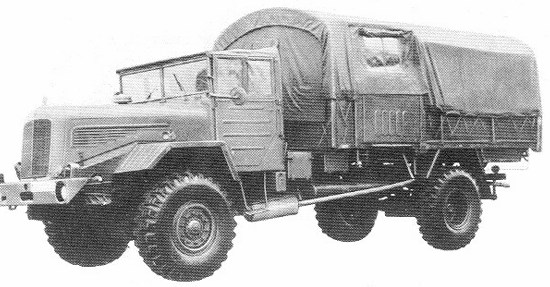
LG 315 avec cabine standard
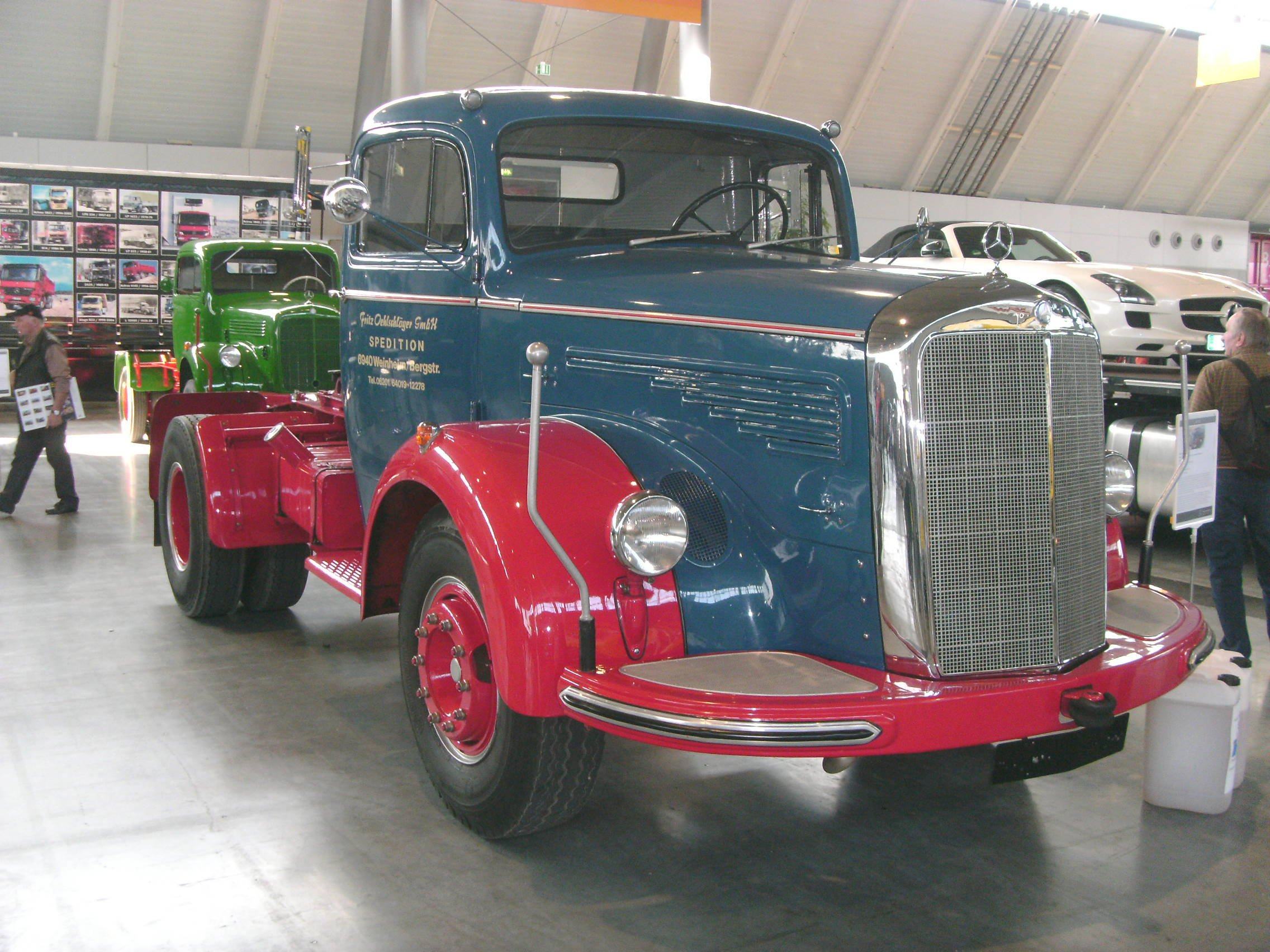
LS 315

## Technologie

### Châssis et transmission
Le L 315 est un camion à deux essieux avec un châssis en échelle composé de profilés en U, des essieux rigides à l'avant et à l'arrière et des ressorts à lames longitudinaux. Des ressorts supplémentaires à action progressive sont également installés sur l'essieu arrière. Des amortisseurs hydrauliques peuvent être installés sur l'essieu avant à la demande du client; ils sont de série sur les modèles avec empattement de 5 200 mm. Le camion est équipé de roues à disques en acier de taille 11-20 eH tout autour, ainsi que de roues jumelées à l'arrière. Des pneus de taille 7,5-20 sont montés sur les jantes. Des roues renforcées de taille 11-20 eHD et des pneus de taille 8-20 étaient disponibles en option. Un système de freinage à air comprimé Westinghouse de Mercedes-Benz, d'un diamètre de tambour de 440 mm, agit sur toutes les roues. La direction est une direction à vis sans fin avec des doigts de direction et un tirant monobloc. Le L 315 a été exclusivement construit en tant que véhicule avec conduite à gauche.
La puissance est transmise du moteur Diesel à la boîte de vitesses mécanique ZF AK 6-55 à six rapports non synchronisée via un embrayage monodisque à sec Fichtel & Sachs LA50. La puissance est transmise de la transmission à l'essieu arrière via un arbre à cardan. Les modèles à transmission intégrale disposent également d'une boîte de transfert et donc de trois arbres de transmission, les modèles avec un empattement de 5 200 mm disposent également d'un quatrième arbre de transmission. Le différentiel de l'essieu arrière est un différentiel à engrenages coniques avec engrenages coniques en spirale.

### Moteur
Le moteur est l'OM 315 de Mercedes-Benz (moteur à huile), un moteur diesel six cylindres en ligne avec refroidissement à eau et injection par préchambre. Dans la version militaire, le moteur OM 315 V est conçu comme un moteur polycarburant. Le carter moteur forme une unité avec le bloc-cylindres, tous deux en fonte grise alliée au nickel. Les cylindres ont un alésage de 112 mm, les pistons ont une course de 140 mm, la cylindrée totale du moteur est de 8 276 cm³. Les pistons en alliage léger forgé de Mahle sont dotés de quatre segments de compression, dont un chromé, et de deux segments de régulation d'huile. La puissance est transmise depuis les pistons via des bielles à deux sections en T jusqu'au vilebrequin forgé et trempé, monté sur sept paliers lisses et équipé de contrepoids et d'un amortisseur de vibrations.
Le vilebrequin utilise des engrenages hélicoïdaux pour entraîner l'arbre à cames, qui comporte sept roulements dans le carter et qui actionne une admission suspendue verticalement et une soupape d'échappement pour chaque cylindre via des poussoirs, des tiges de poussée et des culbuteurs. Le moteur est doté de deux culasses amovibles.
Le carburant est nettoyé par un filtre à tube en feutre et injecté dans les préchambres par une pompe d'injection Bosch PES 6 A 80 B 410 RS 64/7 avec régulateur centrifuge via des injecteurs Bosch DNO SD 211. Un filtre de flux principal et un filtre fin dans le flux de dérivation nettoient l'huile moteur. L'air d'admission est nettoyé par deux filtres à air à bain d'huile et acheminé vers le collecteur d'admission traversant le couvre-culasse.

## Production L315
| Année            | 1950 | 1951 | 1952 | 1953 | 1954 | 1955 | 1956 | 1957 | 1958 | 1959 | 1960 | 1961 | 1962 | 1963 | 1964 | total |
| ---------------- | ---- | ---- | ---- | ---- | ---- | ---- | ---- | ---- | ---- | ---- | ---- | ---- | ---- | ---- | ---- | ----- |
| L 315            | 150  | 1292 | 2155 | 2494 | 2248 | 2670 | 1451 | 920  | 355  | 0    | 0    | 0    | 0    | 0    | 0    | 13735 |
| LP 315           | 0    | 0    | 0    | 0    | 79   | 686  | 1074 | 641  | 0    | 0    | 0    | 0    | 0    | 0    | 0    | 2480  |
| LA 315           | 0    | 0    | 0    | 0    | 187  | 727  | 240  | 110  | 0    | 0    | 0    | 0    | 0    | 0    | 0    | 1264  |
| LG 315 Militaire | 0    | 0    | 0    | 0    | 0    | 0    | 508  | 1136 | 385  | 1824 | 1434 | 0    | 1381 | 946  | 669  | 8283  |